# Координатни почетак
У математици координатни почетак Еуклидског простора је специјална тачка, обично обележена са O, која се користи као фиксна референтна тачка за геометрију околног простора. У Декартовом координатном систему, координатни почетак је тачка где се осе координатног система секу. У Еуклидској геометрији, координатни почетак се може одабрати слободно, као референтна тачка.
Најчешћи координатни системи су дводимензионални (налазе се у равни и тродимензионални (налазе се у простору), који имају две или три ортогоналне осе. Координатни систем дели ове осе на две половине, позитивну и негативну полуосу. Позиција сваке тачке се онда може једнозначно одредити наводећи јој нумеричке вредности координата у односу на координатни почетак, тј. позицију њихових пројекција на свакој оси, било у позитивном или у негативном смеру. Координате координатног почетка су увек нуле, на пример (0,0) у дводимензионалној равни и (0,0,0) у тродимензионалној.

## Симетрија у односу на координатни почетак
Када се каже да је график симетричан у односу на координатан почетак, онда се мисли на график који је исти када се обрне одозго надоле и слева надесно. Формалније, график је симетричан у односу на координатни почетак ако остаје непромењен ако је рефлектован и преко x и преко y осе.